# Unión Postal de las Americas, España y Portugal
La Unión Postal de las Américas, España y Portugal (in sigla UPAEP) è un'associazione fra operatori postali americani,  costituita nel 1911, per iniziativa di Francisco Garcia y Santos, direttore generale delle Poste uruguaiane.

Fa parte dell'UPU e ha sede a Montevideo (Uruguay).

Obiettivi dell'organizzazione sono il coordinamento dei servizi postali dei paesi membri e l'agevolazione della comunicazione postale.

## Membri
I paesi membri sono (fra parentesi l'anno di ammissione):

Antille Olandesi (1992), Argentina (1911), Aruba (1992), Bolivia (1911), Brasile (1911), Canada (1931), Cile (1911), Colombia (1911), Costa Rica (1921), Cuba (1921), Ecuador (1911), El Salvador (), Spagna (1926), Stati Uniti d'America (1921), Guatemala (1921), Haiti (1931), Honduras (1926), Messico (1921), Nicaragua (1921), Panama (1921), Paraguay (1911), Perù (1911), Portogallo (1990), Repubblica Dominicana (1921), Suriname (), Uruguay (1911) e Venezuela (1911).

## Attività
Nel congresso di L'Avana del 1985 è stato stabilito di lanciare con cadenza annuale un'emissione congiunta di francobolli a tema comune. La prima emissione è stata effettuata nel 1989.